# Wereldkampioenschappen moderne vijfkamp 2011
De wereldkampioenschappen moderne vijfkamp 2011 werden van 8 tot en met 14 september 2011 gehouden in Moskou. Het toernooi zou aanvankelijk gehouden worden in Caïro, maar werden vanwege de Egyptische Revolutie (2011) verplaatst naar Moskou.

## Medailles

### Mannen
| Onderdeel   | Goud | Goud                                         | Zilver | Zilver                                    | Brons | Brons                                                      |
| ----------- | ---- | -------------------------------------------- | ------ | ----------------------------------------- | ----- | ---------------------------------------------------------- |
| Individueel | RUS  | Andrej Moisejev                              | RUS    | Aleksandr Lesoen                          | HUN   | Ádám Marosi                                                |
| Team        | RUS  | Andrej Moisejev Aleksandr Lesoen Ilja Frolov | HUN    | Ádám Marosi Robert Kasza Bence Demeter    | ITA   | Riccardo De Luca Auro Franceschini Nicola Benedetti        |
| Estafette   | HUN  | Ádám Marosi Robert Kasza Peter Tibolya       | KOR    | Hong Jin-woo Hwang Woo-jin Lee Choon-huan | UKR   | Pavlo Kirpulyanskyy Pavlo Tymosjtsjenko Oleksandr Mordasov |

### Vrouwen
| Onderdeel   | Goud | Goud                                        | Zilver | Zilver                                      | Brons | Brons                                                            |
| ----------- | ---- | ------------------------------------------- | ------ | ------------------------------------------- | ----- | ---------------------------------------------------------------- |
| Individueel | UKR  | Victoria Terestsjoek                        | HUN    | Sarolta Kovács                              | LTU   | Laura Asadauskaitė                                               |
| Team        | GER  | Lena Schoneborn Annika Schleu Eva Trautmann | HUN    | Sarolta Kovács Leila Gyenesei Adrienn Tóth  | RUS   | Jevdokia Gretsjitsjnikova Joelia Kolegova Jekaterina Choeraskina |
| Estafette   | HUN  | Adrienn Tóth Sarolta Kovács Leila Gyenesei  | GER    | Lena Schoneborn Eva Trautmann Annika Schleu | UKR   | Victoria Terestsjoek Ganna Buriak Natalja Levtsjenko             |

### Gemengd
| Onderdeel | Goud | Goud                                     | Zilver | Zilver                                    | Brons | Brons                                |
| --------- | ---- | ---------------------------------------- | ------ | ----------------------------------------- | ----- | ------------------------------------ |
| Estafette | UKR  | Victoria Terestsjoek Pavlo Kirpulyanskyy | RUS    | Jevdokia Gretsjitsjnikova Sergej Karjakin | LTU   | Laura Asadauskaitė Justinas Kinderis |

### Medaillespiegel
| Plaats | Land       | Goud | Zilver | Brons | Totaal |
| 1      | Hongarije  | 2    | 3      | 1     | 6      |
| 2      | Rusland    | 2    | 2      | 1     | 5      |
| 3      | Oekraïne   | 2    | 0      | 2     | 4      |
| 4      | Duitsland  | 1    | 1      | 0     | 2      |
| 5      | Zuid-Korea | 0    | 1      | 0     | 1      |
| 6      | Litouwen   | 0    | 0      | 2     | 2      |
| 7      | Italië     | 0    | 0      | 1     | 1      |
| Totaal | Totaal     | 7    | 7      | 7     | 21     |